# Calle Tito
La Calle Tito (en esloveno: Titova cesta literalmente Carretera de Tito) fue el nombre con el que se conoció en español a la denominación oficial que en memoria del expresidente de Yugoslavia Josip Broz Tito recibió entre 2009 y 2011 un sector de la avenida o autovía urbana del distrito de Bezigrado en la ciudad de Liubliana que en la actualidad, y tras la declaración de inconstitucionalidad del nombre Calle Tito, lleva el nombre de Avenida de Estiria (Štajerska cesta en esloveno). 
La denominación Calle Tito se popularizó en español por influencia de los medios de comunicación anglosajones quienes refirieron tempranamente a la vía como Tito Street; no obstante, ni en esloveno la palabra cesta equivale a lo que normalmente se tiene por una 'calle' (que en esloveno es ulica), ni las propias características de la Titova cesta (un gran vial de cuatro carriles, doble calzada y mediana central) se identifican con las que habitualmente se relacionan con una calle, por lo que la traducción más propia de Titova cesta es Avenida de Tito o Carretera de Tito.

## Asignación de nombre y descripción de la vía
Ya desde la década de 1950, una de las avenidas más céntricas de Liubliana situada junto a la Plaza del Congreso y el Parque de la Estrella y en la que se ubicaba el rascacielos Nebotičnik, recibió el nombre de Avenida de Tito. 
En 1991, en la onda de acontecimientos que llevaron a Eslovenia a proclamar su independencia, esa denominación fue sustituida por la que dicha vía recibe en la actualidad de 'Avenida Eslovena' (Slovenska cesta en esloveno), quedando desde entonces Liubliana (al mismo tiempo que Belgrado y Split) como una de las pocas grandes ciudades de la antigua Yugoslavia sin una vía urbana dedicada a Tito. 
En abril de 2009, siendo alcalde de Liubliana Zoran Janković y aprovechando el proyecto de reordenación urbana puesto en marcha en el distrito liublianés de Bezigrado con la construcción de la ciudad deportiva de Stožice y la ejecución de la prolongación hacia el centro de la capital de la autovía urbana conocida como Carretera de Estiria, el ayuntamiento de la ciudad decidió volver a dar el nombre de Tito a una calle.
Para ello eligió precisamente un tramo de esa autovía urbana conocida con el nombre de Carretera o Avenida de Estiria (en alusión a la región de la Estiria eslovena o Baja Estiria hacia la que la carretera está orientada); vía ésta que, tras la finalización de las obras de prolongación, arranca en el barrio de Zale, en el centro de la capital, discurre hacia el norte y tras cruzar el río Sava finaliza en el límite con el término municipal de la ciudad industrial de Trzin, en el área metropolitana septentrional de Liubliana.
El tramo concreto de la vía al que se le dio el nombre de Calle Tito incluía precisamente el sector de nueva construcción y se correspondía en general con el más urbano de la vía, el comprendido específicamente entre la Rotonda de Zale y el enlace con la Autopista de Circunvalación Norte de Liubliana. En el área de dicha calle se ubican entre otros hitos urbanos el Hospital del Instituto Universitario de Rehabilitación y Ortopedia, el Estadio Stožice donde disputa su partidos el NK Olimpija de Liubliana, así como también la sede central de la Agencia Tributaria eslovena. 
De esta manera, ese tramo más próximo al centro de la ciudad (y que incluía los metros de nueva construcción fruto de las obras de prolongación), recibió el nuevo nombre de Calle Tito, en tanto que el tramo restante, el que va desde el enlace con la autopista de circunvalación hasta el límite con Trzin conservó el viejo nombre de Carretera de Estiria.

## Polémica por la elección del nombre
La decisión del ayuntamiento de dar a la calle el nombre del expresidente de Yugoslavia Josip Broz Tito (quien precisamente había fallecido en Liubliana en 1980) generó una gran controversia política, social y mediática. 
Para un sector de opinión, favorable al cambio, el dar a una calle el nombre de Tito significaba honrar y conmemorar la liberación de Eslovenia del fascismo, así como la política de igualdad y de respeto entre todas las nacionalidades de Yugoslavia realizada bajo su mandato.
Otra corriente de opinión, sin embargo, veía en el otorgamiento del nombre de Tito a la calle una exaltación de las persecuciones políticas llevadas a cabo por el gobierno de Tito al término de la II Guerra Mundial contra los opositores a la nueva república socialista.
Se daba la circunstancia paradójica de que la propuesta de dar el nombre de Tito a la calle había sido presentada precisamente por el concejal Peter Božič quien había formado parte del grupo de escritores críticos con las políticas culturales puestas en práctica por Tito en la década de 1950.

### Decisión del Tribunal Constitucional de Eslovenia
Al calor de la polémica desatada, algunos familiares de víctimas de la represión llevada a cabo por el gobierno de Tito al finalizar la guerra decidieron recurrir en amparo al Tribunal Constitucional de Eslovenia, instancia judicial que en una controvertida decisión hecha pública en octubre de 2011 dictaminó que dar el nombre de Tito a una calle era inconstitucional.
El tribunal fundamentó su decisión argumentando que la dedicatoria de una calle a Tito suponía legitimar con ello el sistema socialista puesto en marcha por Tito, considerando tal hecho como incompatible con la constitución eslovena que en su artículo 1 define al país como una democracia constitucional siendo que el sistema alumbrado por Tito está basado en valores y principio incompatibles con los que sustentan el actual ordenamiento jurídico esloveno.
La decisión de la corte constitucional eslovena fue contestada ampliamente desde ámbitos sociales y políticos que resaltaron la contradicción que suponía la argumentación utilizada por el tribunal para oponerse a la dedicatoria a Tito de una calle para con la presencia en el callejero de Liubliana y de otras ciudades de Eslovenia de múltiples calles y plazas dedicadas a personajes históricos cuyas acciones se podían considerar también claramente contrarias a los derechos humanos y resaltando por ejemplo la presencia en el centro de Liubliana de una estatua erigida a Napoleón Bonaparte.
En relación con ello, se destaca que la resolución del tribunal, aunque unánime en el sentido de su fallo, incluyó varios votos particulares a la decisión en los que algunos magistrados especificaron que a su juicio la tacha de inconstitucionalidad se refería sólo y exclusivamente a las nuevas dedicatorias que se hicieran a personajes vinculados al mandato de Tito o a Tito mismo; siendo en cambio en opinión de estos magistrados plenamente válidos y constitucionales por su carácter de históricas las denominaciones de las múltiples calles o plazas dedicadas a Tito en la segunda mayor ciudad eslovena, Máribor, y en otras tantas ciudades de Eslovenia que, al igual que ella y a diferencia de lo ocurrido en Liubliana en 1991 con la primitiva Avenida Tito, han conservado esas denominaciones a lo largo de todos estos años por decisión de sus respectivos ayuntamientos.
A resultas de la resolución del tribunal, el ayuntamiento liublianés dejó sin efecto la denominación de Calle Tito, de manera que dicha vía pasó también a recibir oficialmente el nombre de Avenida de Estiria.